# 저우하이잉
저우하이잉(周海嬰, 1929년 9월 27일 ~ 2011년 4월 7일)은 중화인민공화국의 수필가, 소설가, 정치인이다.

## 생애
그는 루쉰(魯迅)과 쉬광핑(許廣平)의 아들이며 중화민국 장쑤 성 상하이에서 출생하였고 지난날 한때 1932년에서 1934년까지 중화민국 저장성 사오싱에서 잠시 유아기를 보낸 적이 있는 그는 1949년 중화인민공화국 성립 이후 1973년 중국공산당 전국인민정치협상회의 전국위원 직위를 지냈다.